# GMMTV
GMMTV je televizní produkční a talentová agenturní společnost vlastněná GMM Grammy, thajským zábavním konglomerátem. Produkuje televizní programy, televizní seriály, písně a hudební videa. Byla založena 3. srpna 1995. V současné době je výkonným ředitelem společnosti Sataporn Panichraksapong.